# Edmund Reek
Edmund H. Reek (* 19. März 1897 in New York; † 24. Oktober 1971) war ein US-amerikanischer Filmproduzent und Regisseur. Für seine Kurz- und Dokumentarfilme wurde er in den 1940ern und 1950ern insgesamt sieben Mal für einen Oscar nominiert, wobei er den Preis drei Mal gewinnen konnte.

## Leben
Reek produzierte zwischen 1939 und 1956 mehr als 40 Filme für 20th Century Fox. In einigen Filmen führte er darüber hinaus auch Regie. Er produzierte ausschließlich Dokumentarfilme und Kurzfilme, darunter waren sowohl sogenannte One-Reeler mit einer Lauflänge von bis zu 15 Minuten als auch Two-Reeler mit bis zu 30 Minuten Länge. Außerdem produzierte er einige Folgen der Mel Allen Sports Show und von CinemaScope Special.
Für die Filme Champions Carry On, Blue Grass Gentlemen, Along the Rainbow Trail und Golden Horses war er in den 1940er Jahren vier Mal erfolglos in der Kategorie „Bester Kurzfilm“ – One-Reel für einen Oscar nominiert. Mit dem Film Menschen in der Stadt (Människor i stad) aus dem Jahr 1948 konnte er den Preis in eben jener Kategorie erstmals gewinnen. 1956 wiederholte er diesen Erfolg mit Survival City. Für seine Arbeit an dem Dokumentarfilm Why Korea? gewann er zudem 1951 einen Oscar in der Kategorie „Bester Dokumentar-Kurzfilm“.

## Auszeichnungen und Nominierungen
Oscar
- 1944: Nominierung in der Kategorie Bester Kurzfilm – One-Reel für Champions Carry On
- 1945: Nominierung in der Kategorie Bester Kurzfilm – One-Reel für Blue Grass Gentlemen
- 1946: Nominierung in der Kategorie Bester Kurzfilm – One-Reel für Along the Rainbow Trail
- 1947: Nominierung in der Kategorie Bester Kurzfilm – One-Reel für Golden Horses
- 1949: Gewinner in der Kategorie Bester Kurzfilm – One-Reel für Menschen in der Stadt (Människor i stad)
- 1951: Gewinner in der Kategorie Bester Dokumentar-Kurzfilm für Why Korea?
- 1956: Gewinner in der Kategorie Bester Kurzfilm – One-Reel für Survival City